# Jean Caeluwaert
Jean Caeluwaert (Marchienne-au-Pont, 12 juni 1846 - Roux, 20 november 1918) was een Belgisch volksvertegenwoordiger.

## Levensloop
Caeluwaert was mijnwerker.  
Zoon van heel bescheiden arbeiders in een talrijk gezin, was hij heel vroeg verplicht tot handenarbeid. Schoolgaan zat er niet in, hij leerde het alfabet en een weinig lezen van zijn vader. Vanaf zijn negende jaar werkte hij bij een aannemer die ijzererts vervoerde en vervolgens in een gieterij. Toen hij twaalf werd werkte hij in een mijn in Roux, vervolgens als lader in de koolmijnen Rochette et Carnois in Roux en in de koolmijnen van Amercoeur. Toen hij vijftien werd, werkte hij in de koolmijn Sacré Madame.
In 1867 werd hij lid van de Internationale. In 1868 werkte hij in de koolmijn Monceau-Fontaine et Martinet, waar dat jaar een staking uitbrak. Hij werd aangesteld, hoewel pas tweeëntwintig, om met de directie te gaan onderhandelen. Toen deze elke toegeving weigerde, adviseerde hij de mijnwerkers aan om het werk te hernemen, maar ze weigerden. Ze gingen integendeel andere mijnen plat leggen. Hij kwam tussen om gevechten met de rijkswacht te vermijden, maar dat leverde hem een veroordeling op vanwege 'belemmering van de vrijheid van arbeid'. Hij spande zich daarna zonder succes in om een eenheidsvakbond van mijnwerkers tot stand te brengen.
Samen met een broer van hem, met Antoine Rigaud, Alexandre Gendebien en dr. Lambert stichtte hij in 1881, de Association libérale progressiste de Roux. In 1885 stichtte hij de Union des Mineurs Eureka in Jumet-Gohissart, waarvan hij na enkele maanden voorzitter werd. Toen in 1886 een drie maandenlange staking losbrak in Amercoeur, was dit tegen zijn advies maar toch leidde hij ze. Na de mislukking bleef hij zes maanden werkloos en werd daarna tewerkgesteld in de bouw. Daarna kreeg hij de leiding van de coöperatieve vennootschap Union des mineurs de Jumet-Gohissart.
Bij de overheidsenquête op de arbeid in 1886, was hij een van de woordvoerders. Hij eiste de achturendag, de nationalisatie van de koolmijnen, het pensioen voor oude mijnwerkers en het algemeen stemrecht. Tussen 1888 en 1892 lag hij mee aan de basis in de Borinage van zestig verenigingen van mijnwerkers en van enkele van metaalbewerkers, alle onder de auspiciën van de Chevalerie du Travail". 
In 1889-1890 leidde hij de grote staking van Charleroi voor de achturendag en stond hij aan het hoofd van de delegatie die ging onderhandelen met de vertegenwoordigers van de patroons en op 13 januari 1890 een akkoord bereikte.
Zijn populariteit werd toen aanzienlijk. Toen hij in 1890 de Association libérale démocratique oprichtte, werd hij kandidaat bij de wetgevende verkiezingen, maar zonder succes. Hij werd wel verkozen in 1894 op de lijst van de socialistische partij voor het arrondissement Charleroi en bleef dit tot aan zijn dood.
Samen met Paul Pastur, Jules Destrée en Jules Bufquin des Essarts stichtte hij in 1892 de Fédération démocratique die eisen stelde voor loonsverhoging, voor het algemeen stemrecht en voor één mei als officiële feestdag.
Op latere leeftijd werd hij gemeenteraadslid van Roux (1907).
Hij was de stichter en de grootmeester van de 'Chevalerie du Travail', een vereniging die haar oorsprong vond in de Verenigde Staten en een soort 'vrijmetselarij' was. Ze was de initiatiefnemer voor het organiseren van arbeidersvakbonden in de streek van Charleroi en Caeluwaerts was er de drijvende kracht van.